# La caccia (film 1966 Spagna)
La caccia (La caza) è un film del 1966 diretto da Carlos Saura.

## Trama
Tre ex falangisti si trovano per una battuta di caccia al coniglio ma le relazioni tra loro si arroventano fino a un tragico epilogo.

## Riconoscimenti
- 1966 — Festival di Berlino
  - Miglior regista
- 1967 — National Board of Review Awards
  - nella lista dei migliori film stranieri